# Ale jarok

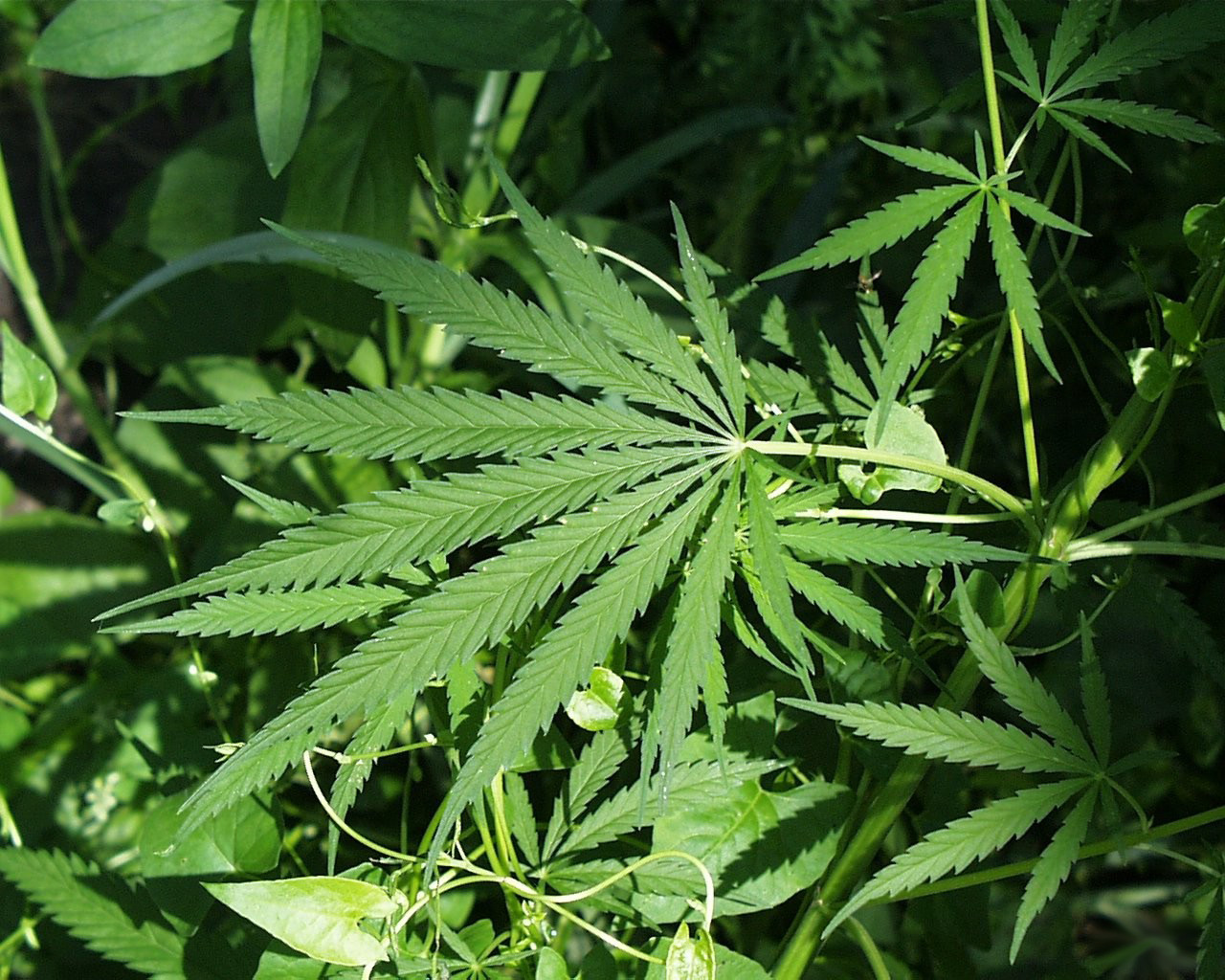
List marihuany je symbolem Ale Jarok

Ale jarok (hebrejsky עלה ירוק‎, doslova „Zelený list“) je libertariánská izraelská mimoparlamentní strana vzniklá roku 1999, která je známá svým bojem za legalizaci marihuany. Nikdy neměla žádné zastoupení v Knesetu.

## Historie
Ve volbách do Knesetu v roce 1999 strana získala 1 % hlasů, oproti 1,3 % ve volbách v roce 2003, avšak ani v jednom případě nedokázala překročit volební práh, který je 1,5 %. Po neúspěchu v parlamentních volbách v roce 2003 se vzdal předseda strany Bo'az Wachtel své funkce, ale na přání členů strany zůstal jejím členem.
Před volbami v roce 2006 strana oznámila svůj záměr se potřetí zúčastnit volebního souboje, a to i přesto, že byl volební práh zvýšen na 2 %. O příznivce strana zápasila s Demokratickou změnou (která později odstoupila v průběhu voleb) a Merec-Jachad, které obě rovněž přislíbily dekriminalizaci lehkých drog. Další konkurencí byli izraelští Zelení, kteří mají rovněž silně ekologicky zaměřený volební program. Strana získala 1,3 % hlasů a byla tak druhou stranou s největším počtem hlasů, která nepřekročila volební práh. Po těchto volbách předal Wachtel předsednictví Ohad Šem Tovovi, který se v 27 letech stal nejmladším předsedou politické strany od založení Izraele. V předčasných parlamentních volbách v lednu 2013 strana získala 0,98 % hlasů a nedostala se tak do parlamentu.

## Ideologie
Volební program Ale jarok zahrnuje legalizaci marihuany a hašiše, volné tržní ekonomiky, rozvoj lidských práv, institucionalizaci prostituce a hazardních her.